# 羅加奇
49°38′37″N 29°21′37″E / 49.64361°N 29.36028°E
羅加奇（烏克蘭語：Рогачі）是位於烏克蘭北部日托米爾州裏別爾季切夫區的村莊，始建於1832年，面積1.8平方公里，海拔高度223米，2001年人口350，人口密度每平方公里195人。